# Матвеев, Валерий Александрович
Вале́рий Алекса́ндрович Матве́ев (25 июля 1939, Орёл — 28 июня 2017, Москва) — российский учёный в области классической и новейшей прикладной теории гироскопических приборов и систем, инерциальной навигации, механики. Профессор, доктор технических наук. Руководитель Научно-учебного комплекса «Информатика и системы управления» (НУК ИУ) МГТУ им. Н. Э. Баумана (1998—2017). Заведующий кафедрой «Информационная безопасность» МГТУ им. Н. Э. Баумана (2010—2017).

## Биография
Родился 25 июля 1939 года в Орле в семье служащего. Окончил орловскую школу № 11 (1956) и Тульский механический институт (1961, с отличием). На практике работал в Казахстане, награждён медалью «За освоение целинных и залежных земель».
Распределен в ИФЗ АН СССР им. О. Ю. Шмидта.
В апреле 1964 года приглашён на кафедру «Гироскопические приборы и устройства» МВТУ им. Н. Э. Баумана, где прошёл путь от аспиранта до профессора. В 1966 году защитил кандидатскую диссертацию (научный руководитель — профессор Пельпор), а в 1988 году – докторскую диссертацию. В 1990 году  присвоено звание профессора.
В 1998 году избран деканом факультета «Информатика и системы управления» (ИУ) и назначен руководителем научно-учебного комплекса «ИУ». С 2010 по 2017 год — заведующий кафедрой «Информационная безопасность».

## Деятельность в области антиквариата и искусствоведения
Член ассоциации искусствоведов.
Председатель правления Союза антикваров России.

## Избранные работы
- Пельпор Д. С., Матвеев В. А., Арсеньев В. Д. «Динамически настраиваемые гироскопы». — М.: Машиностроение, 1988.
- Пельпор Д. С., Михалёв И. А., Бауман В. А., Матвеев В. А., Ягодкин В. В., Коновалов С. Ф. «Гироскопические системы. Гироскопические приборы и системы». — М.: Высшая школа, 1988.
- Матвеев В. А., Липатников В. И., Алёхин А. В. «Проектирование волнового твердотельного гироскопа». — М.: Изд-во МГТУ им. Н. Э. Баумана, 1997.
- Басараб М. А., Кравченко В. Ф., Матвеев В. А. «Математическое моделирование физических процессов в гироскопии». — М.: Радиотехника, 2005.
- Басараб М. А., Кравченко В. Ф., Матвеев В. А. «Методы моделирования и цифровой обработки сигналов в гироскопии». — М.: Физматлит, 2008.
- Матвеев В. А., Лунин Б. С., Басараб М. А. «Навигационные системы на волновых твердотельных гироскопах». — М.: Физматлит, 2008.

## Награды, премии, почётные звания
- Почётное звание «Заслуженный деятель науки Российской Федерации» (2000) — за заслуги в научной деятельности[6]
- Лауреат Государственной премии СССР
- Лауреат Государственной премии Российской Федерации в области науки и техники (2002)[7]
- Лауреат премии Правительства г. Москвы